# Boris Vladimirovich da Rússia
Boris Vladimirovich da Rússia (em russo: Борис Владимирович), (24 de Novembro de 1877- 9 de Novembro de 1943) foi um dos filhos do grão-duque Vladimir Alexandrovich da Rússia, neto do czar Alexandre II da Rússia e primo direito do czar Nicolau II. Seguiu uma carreira militar e era general-major do Exercito Russo. Participou na Guerra Russo-Japonesa e na Primeira Guerra Mundial. Um sedutor notório, conseguiu escapar à revolução russa. Em exílio casou-se com a sua amante e passou o resto da vida em Paris.

## Primeiros Anos
O grão-duque Boris Vladimirovich nasceu no dia 24 de Novembro de 1877 em São Petersburgo, o terceiro entre os cinco filhos do grão-duque Vladimir Alexandrovich da Rússia e da sua esposa, a grã-duquesa Maria Pavlovna, nascida duquesa Maria Alexandrina de Mecklemburgo-Schwerin. Os pais de Boris eram muito ricos e viviam em pleno esplendor no seu luxurioso Palácio de Vladimir em São Petersburgo. O seu pai Vladimir, um irmão do czar Alexandre III da Rússia, eram um promotor das artes de renome e a sua mãe, Maria Pavlovna, era uma das maiores anfitriãs da sociedade russa. Boris, mais extrovertido do que os seus irmãos, era o favorito da mãe.
Era tradição que os membros masculinos da família Romanov seguissem uma carreira militar. Desde o seu nascimento, o grão-duque Boris foi nomeado patrão do regimento da 45º Infantaria de Azov e entrou nos Guardas de Semeonovsky e nos Guardas do Regimento do Dragão, um dos regimentos de guarda pessoal da família imperial. A sua educação deu especial importância às línguas e ao treino militar. Em 1896, com dezenove anos de idade, completou os seus anos na Escola de Cavalaria Nikolaievsky e no mesmo ano tornou-se ajudante-de-campo do imperador.

## Um Grão-duque Russo

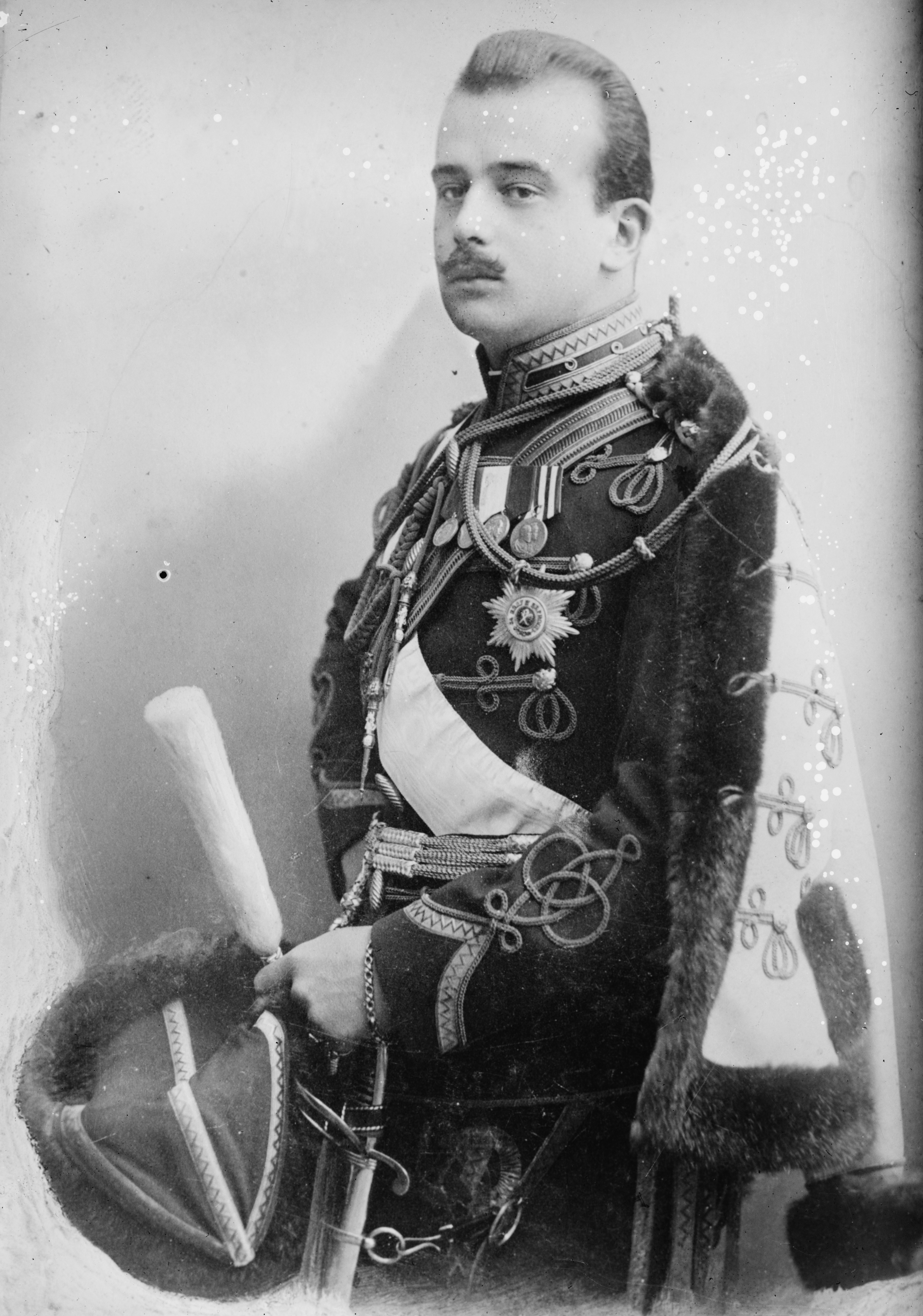
Boris.

O grão-duque Boris vivia no seu próprio palácio em São Petersburgo, construído em 1895 no estilo de uma casa de campo inglesa. Desde os seus primeiros anos de juventude que Boris era conhecido pelo seu estilo de vida frenético. Muito social, gostava de beber e de se divertir. Preguiçoso, mas encantador, era alto e bonito com um sorriso divertido e uma voz rouca. Tornou-se um sedutor famoso, sem escrúpulos nas suas conquistas. Em 1896, durante as cerimónias de coroação do czar Nicolau II, namoriscou com a princesa-real Maria da Roménia que era sua prima direita e casada. No ano seguinte foi visitá-la a Bucareste, apimentando os rumores de que os dois tinham um caso amoroso. Também envolvido com Mademoiselle Demidov, foi a principal causa para o rompimento do seu noivado na noite do casamento. A famosa bailarina Ana Pavlovna foi uma das amantes de Boris. O grão-duque era considerado "o terror dos maridos ciumentos bem como das mães atentas".
Apesar de rico e privilegiado, por vezes o dinheiro de Boris não era suficiente e o grão-duque acumulou uma dívida de meio milhão de rublos com a sua mãe. Num ano gastava mais de 25 000 rublos para refeições, 16 000 para criados e 8 000 para automóveis, doando 46 rublos para a igreja. A sua mãe protegia-o da ira da família e não se importava com o que os outros, incluindo os Romanov, pensavam dele. A certa altura pediu a princesa Vitória Eugénia de Battenberg em casamento, mas além disso sempre fez os possíveis para evitar assentar. As suas viagens ao estrangeiro tornaram-se legendárias, assim como as suas escapadelas de gosto duvidoso. Bebia champanhe na companhia de alcoólicos e prostitutas.
Quando passou doze dias em Paris em 1901, tudo o que Boris se lembrava era de uma série de caras femininas distorcidas. De manha, depois de um pouco de conhaque, ele visitava os seus amigos em Bois de Boulogna, dando atenção ao lugar onde almoçaria e jantaria de seguida. O jantar era acompanhado de música e, à noite, era quando a verdadeira diversão começava.
Em 1901 teve um caso com uma francesa, Jeanne Aumont-Lacroix de quem teve um filho. A criança, Boris Lacroix, não foi reconhecida. Para acabar com a relação e reforçar a sua personalidade, os pais de Boris enviaram-no numa digressão mundial com a aprovação do czar.

## A Digressão Mundial
No outono de 1901, Boris Vladimirovich deixou a Rússia com destino a Cannes onde viveu na casa do grão-duque Miguel Mikhailovich da Rússia. Iniciou a sua longa viagem em Janeiro de 1902 a bordo do navio alemão Bremen. Acompanhado por uma grande comitiva, visitou o Egipto, a Índia, o Sri Lanka, o Sião, a Indochina Francesa, o Japão, o Honolulu, a Califórnia, Chicago e Nova Iorque. Um dos pontos altos da sua viagem foi a visita ao marajá de Kapurthala no seu reino perto de Panjabe. Foi com ele caçar tigres e ficou para sempre na memória dos amigos que fez em Kapurthala. Durante a sua visita aos Estados Unidos foi notado em Chicago por beber champanhe da manga de cetim do Feiticeiro de Oz e por dar gorjetas de vinte dólares a dançarinas. Jovial e cada vez mais resoluto, Boris era famoso pelo seu comportamento selvagem e imprevisível, mas com o tempo estes excessos começaram a perder o encanto. Numa conversa com o seu irmão Cyril Boris disse que "depois de algum tempo, todas as mulheres são iguais, só muda a cara".
Em Outubro de 1903, Boris alistou-se na comitiva do czar. A 26 de Fevereiro trocou a Rússia pelo Oriente para participar na Guerra Russo-Japonesa. Na manhã de 31 de Março de 1904, enquanto cavalgava pelas colinas de Dacha, nas margens do Porto Artur, testemunhou a destruição do navio de guerra russo Petropavlovsk no qual morreram mais de 600 homens. O seu irmão Cyril contava entre os poucos sobreviventes. Em Dezembro de 1904, como recompensa pela sua coragem durante a batalha, recebeu uma arma de ouro com a inscrição "Por Coragem" e foi promovido a capitão do pessoal.
Em 1911 era já coronel. No mesmo ano representou o czar na coroação de Vajiravudh, o rei do Sião. Em 1914 tornou-se General-major.

## Primeira Guerra Mundial

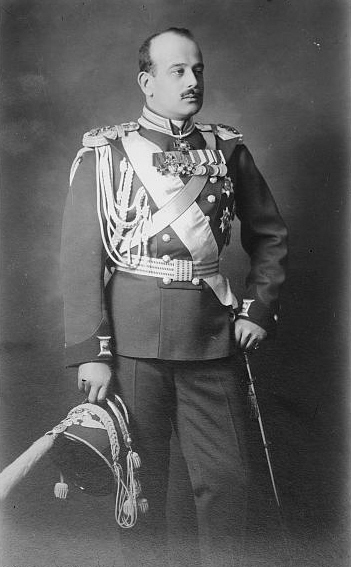
Boris durante a guerra.

Quando a Primeira Guerra Mundial rebentou, Boris Vladimirovich recebeu o comando do regimento de guardas dos Cossacos Atamanos. Era apenas uma posição nominal, pelo que conseguiu ficar longe das batalhas. Comandou este regimento durante a guerra entre 1914 e 1915. A partir de então foi incorporado no quartel-general onde se tornou Atamano de Campo do Comandante-em-Chefe a 17 de Setembro de 1915 e prestou serviço no exercito sem qualquer distinção. As suas responsabilidades militares eram apenas vagamente definidas e não mudou o seu estilo de vida durante a guerra, prosseguindo com os seus prazeres e preguiça.
Apesar da reputação de Boris, a sua mãe ambiciosa queria arranjar-lhe um casamento esplêndido. Em Fevereiro de 1916 tentou casa-lo com a grã-duquesa Olga Nikolaevna , a filha mais velha do czar Nicolau II, e a sua prima em segundo grau. Olga, demasiado protegida pelos seus pais, era uma menina inexperiente de vinte anos. Boris tinha trinta e oito anos e um longo historial de amantes ligado a ele. A czarina Alexandra Feodorovna recusou a proposta, afirmando numa carta ao marido: “A sua esposa seria arrastada para um cenário horrível (…) intrigas sem fim, maneiras e conversas levianas (…) um homem meio-gasto, blasé (…) de trinta e oito anos para uma menina pura e jovem dezoito anos mais nova do que ele, a viver numa casa na qual tantas mulheres já “partilharam” a sua vida! Uma menina inexperiente iria sofrer muito com um marido em quarta ou quinta mão ou mais!” A recusa provocou a ira da mãe de Boris. Maria Pavlovna e a sua família, os "Vladimirovich" tinham esquemas para derrubar o czar e tomar o poder para eles. Perto do final da monarquia, envolveram-se numa conspiração que colocaria o irmão de Boris, Cyril, no trono.
A anglofobia de Boris arranjou-lhe problemas durante a guerra. Em Junho de 1916, quando jantava no quartel militar, já bêbado e na presença de vários militares britânicos que apoiavam a Rússia, ridicularizou a Grã-Bretanha. O seu comportamento ofendeu-os tanto que o embaixador britânico escreveu um protesto formal e Boris foi obrigado pelo imperador a pedir desculpa.
Quando Nicolau II abdicou, Boris estava em Gatchina com o grão-duque Miguel Alexandrovich que recusou o trono. Isto marcou o fim da monarquia russa e Boris foi um dos poucos membros da família Romanov que foram até Monilev prestar um último tributo ao czar.

## Revolução
Durante o período do governo provisório, Boris viveu em Czarskoe Selo. Em Março de 1917 foi condenado a prisão domiciliaria devido à correspondência comprometedora com a mãe. Libertado no Verão, conseguiu autorização para entrar no Palácio de Vladimir. Disfarçado, e com a ajuda de um amigo e de um guarda, conseguiu retirar jóias e dinheiro de um cofre no quarto da mãe. As jóias conseguiram chegar em segurança a um banco de Londres.
Antes dos bolcheviques tomarem o poder, Boris escapou da antiga capital imperial para o Caucaso com a sua amante Zinaida Rachevskaya. Em Setembro de 1917 juntou-se à sua mãe e irmão mais novo André em Kislovodsk, um spa e estância no Cáucaso. Viveu numa villa com o seu irmão, mas as amantes de cada um foram levadas para outra casa, uma vez que a grã-duquesa Maria Pavlovna se recusava a aceitar a sua existência. No ano que se seguiu, viveram em paz longe do perigo, mas em Agosto de 1918 Boris e o seu irmão André foram presos na noite que se seguiu a uma busca sistemática da sua villa. Foram levados para Piatigorsk com outros prisioneiros. Detidos no Hotel do estado em Piatigorsk, o soviete local queria fuzilá-los e apenas foram salvos por sorte. Por coincidência, o comandante bolchevique enviado para os executar tinha sido um artista com dificuldades em Paris antes da guerra e Boris tinha-o ajudado ao comprar alguns dos quadros dele. O bolchevique reconheceu-o e, arriscando a sua própria vida, levou-os de volta à sua villa no dia seguinte. Visto que já não se podiam sentir seguros e provavelmente seriam presos outra vez, os dois grão-duques decidiram fugir.
A 26 de Agosto de 1918, prevenidos com papéis falsos que diziam que estavam em negócios com os sovietes, Boris e André fugiram da cidade e foram para Kabarda, onde o chefe da tribo Circassiana morava na inclinação norte da montanha. Durante algum tempo deambularam de uma aldeia para a outra. Kislovodsk foi capturada pelo Exército Branco e os bolcheviques fugiram no final de Setembro, permitindo que os dois irmãos regressassem à cidade a 6 de Outubro. Contudo, dois dias depois e ameaçados pelos avanços do Exército Vermelho, o pequeno grupo de Romanov e as suas comitivas foram obrigados a fugir. Com o medo constante pelas suas vidas, o general branco local aconselhou-os a viajar até Anapa no sul. Conseguiu um comboio e uma escolta com os seus homens e deixaram a cidade a 19 de Outubro. Em Touapse, um carro esperava-os, depois embarcaram em Anapa, uma cidade costeira no Mar Negro, a 22 de Outubro. A partir daí tornou-se mais fácil escapar para o estrangeiro de barco. Contudo, a grã-duquesa Maria Pavlovna estava determinada a permanecer na Rússia na esperança de que o movimento branco vencesse e de que o irmão de Boris, Cyril, seria nomeado czar. Em Março de 1919, Boris decidiu deixar a sua amante. Contra a vontade da mãe, deixou a Rússia de barco.

## Exílio

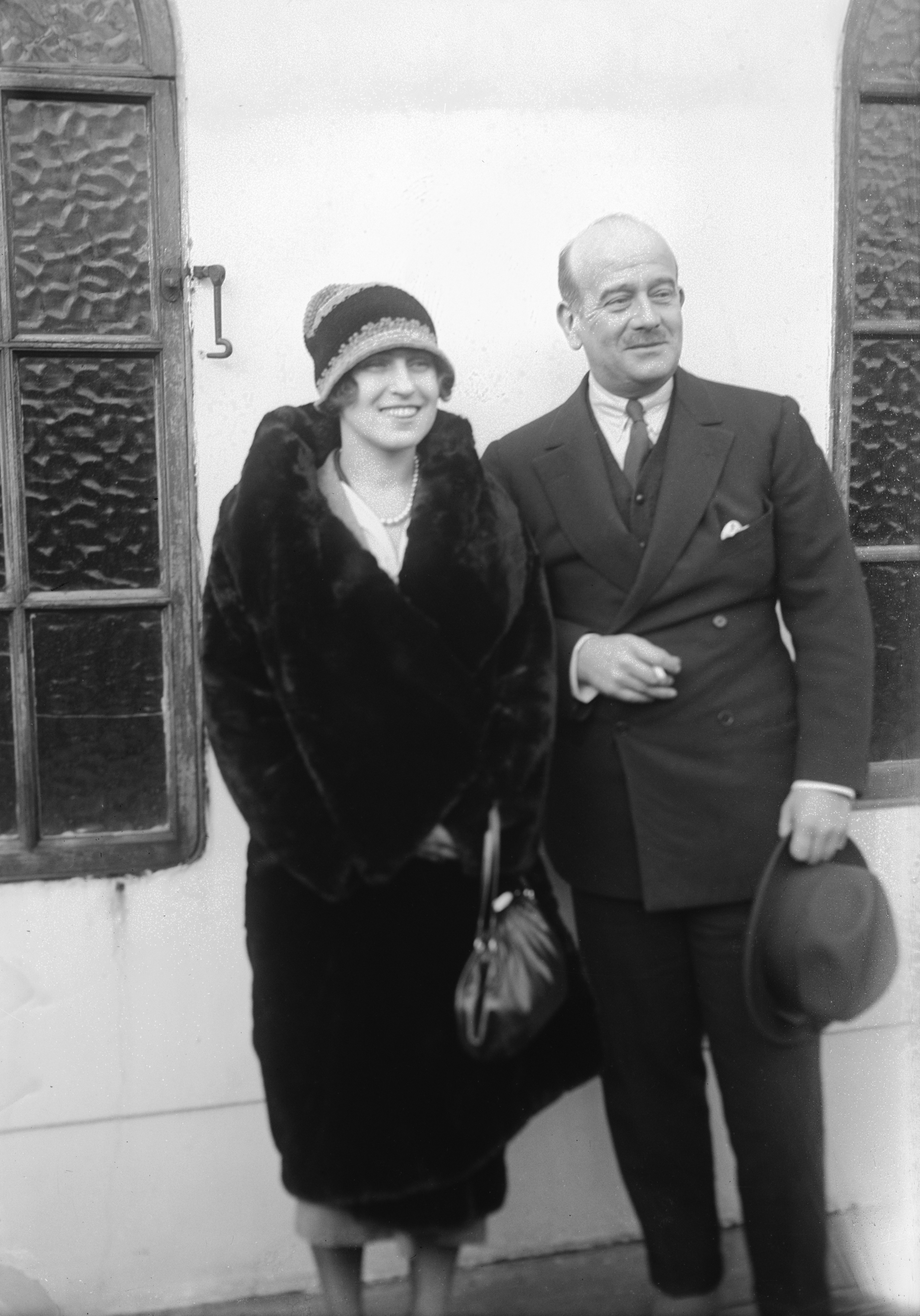
Boris no exílio com a sua esposa.

Já em segurança em Constantinopla, Boris tentou obter autorização para ir para a Grã-Bretanha, mas foi-lhe recusada passagem num navio de guerra britânico. A sua anglofobia voltou para o assombrar, com a sua má reputação e o facto de não ser parente da família real britânica. Boris e Zenaida escolheram então ir para Itália. Casaram-se em Geneva a 12 de Julho de 1919. Zenaida Rachevskaya, nascida em Dvinsk a 3 de Novembro de 1896, morreu a 20 de Janeiro de 1963 em Paris e era filha do coronel Sergei Alexandrovich Rachevsky, que tinha comandado as barracadas no Porto Artur. Como Boris era amigo do rei Afonso XIII de Espanha, ficou em Madrid como seu convidado. Com o tempo, Boris e a sua esposa assentaram em França. O grão-duque vivia numa casa na 18 Rue de Marignan, perto dos Campos Elísios com a sua esposa, sogra e secretário privado.
Boris e os seus irmãos encontraram-se no exílio em Setembro de 1920 em Contrexéville, no sul de França, após a morte da grã-duquesa Maria Pavlovna. Boris herdou as esmeraldas da sua mãe, o item mais valioso da sua colecção de jóias. Vendeu a maior parte delas e com o dinheiro comprou um chateau em Meudon, perto de Paris onde viveu confortavelmente com a sua esposa. O casal não teve filhos.
No inverno de 1925 Boris e a sua esposa, que diziam ter interesse na costura, viajaram até Nova Iorque. Boris dizia que queria apenas visitar alguns amigos e divertir-se. Quando um jornalista lhe perguntou se Henry Ford estava a financiar a restauração da monarquia na Rússia, Boris não sabia quem ele era. O seu irmão Cyril queria restaurar a monarquia russa e em 1924 autoproclamou-se czar no exílio, mas Boris não se interessava minimamente por política e queria apenas divertir-se.

## Últimos Anos
Durante os longos anos no exílio, o antigo grão-duque playboy permaneceu apaixonado pela sua esposa que era vinte anos mais nova. Era profundamente ligado a ela e envolveu-se com a sua família e o seu círculo de amigos. Dos Romanov, o casal era apenas chegado ao grão-duque André Vladimirovich e à sua esposa Matilde Kschessinskaya. Zenaida era muito mal vista pelos parentes Romanov e pelos refugiados russos.
No exílio, Boris visitava frequentemente o seu filho ilegítimo, Boris Lacroix que tinha sido criado em França pela família da mãe. A mãe de Lacroix, Jeanne, tinha morrido antes da década de 1920 e foi enterrada em Père Lachaise. O grão-duque foi visitar a sua campa logo que chegou a França. O seu filho tornou-se num designer com o nome de Jean Boris Lacroix. Teve dois filhos que visitavam frequentemente o grão-duque até à morte dele.
Durante a Segunda Guerra Mundial, Boris e a sua esposa passaram por dificuldades. No final de 1942, durante a ocupação alemã, venderam a sua casa em Meudon e mudaram-se para uma casa na Rue de la Faisandrie em Paris. Um ano depois Boris ficou gravemente doente. O grão-duque morreu tranquilamente na sua cama a 9 de Novembro de 1943, aos sessenta e cinco anos de idade. A sua morte foi brevemente referida nos jornais e na rádio da época de Vichy. Muita gente apareceu no seu funeral na Igreja Ortodoxa de São Alexandre Nevsky em Paris onde o seu corpo foi enterrado. Mais tarde o seu corpo foi mudado para junto da mãe em Vosges.

## Genealogia
| Boris Vladimirovich | Pai: Vladimir Alexandrovich da Rússia | Avô paterno: Alexandre II da Rússia                          | Bisavô paterno: Nicolau I da Rússia                        |
| Boris Vladimirovich | Pai: Vladimir Alexandrovich da Rússia | Avô paterno: Alexandre II da Rússia                          | Bisavó paterna: Alexandra Feodorovna (Carlota da Prússia)  |
| Boris Vladimirovich | Pai: Vladimir Alexandrovich da Rússia | Avó paterna: Maria Alexandrovna (Maria de Hesse-Darmstadt)   | Bisavô paterno: Luís II, Grão-duque de Hesse               |
| Boris Vladimirovich | Pai: Vladimir Alexandrovich da Rússia | Avó paterna: Maria Alexandrovna (Maria de Hesse-Darmstadt)   | Bisavó paterna: Guilhermina de Baden                       |
| Boris Vladimirovich | Mãe: Maria Pavlovna da Rússia         | Avô materno: Frederico Francisco II de Mecklemburgo-Schwerin | Bisavô materno: Paulo Frederico I de Mecklemburgo-Schwerin |
| Boris Vladimirovich | Mãe: Maria Pavlovna da Rússia         | Avô materno: Frederico Francisco II de Mecklemburgo-Schwerin | Bisavó materna: Frederico Luís de Mecklemburgo-Schwerin    |
| Boris Vladimirovich | Mãe: Maria Pavlovna da Rússia         | Avó materna: Augusta de Reuss-Köstritz                       | Bisavô materno: Henrique LXIII de Reuss-Köstritz           |
| Boris Vladimirovich | Mãe: Maria Pavlovna da Rússia         | Avó materna: Augusta de Reuss-Köstritz                       | Bisavó materna: Leonor de Stolberg-Wernigerode             |